# Frau Minne (Zürich)
Frau Minne war eine wohlhabende jüdische Zürcherin, deren Familie im 14. Jahrhundert im Kreditwesen tätig war.

## Leben

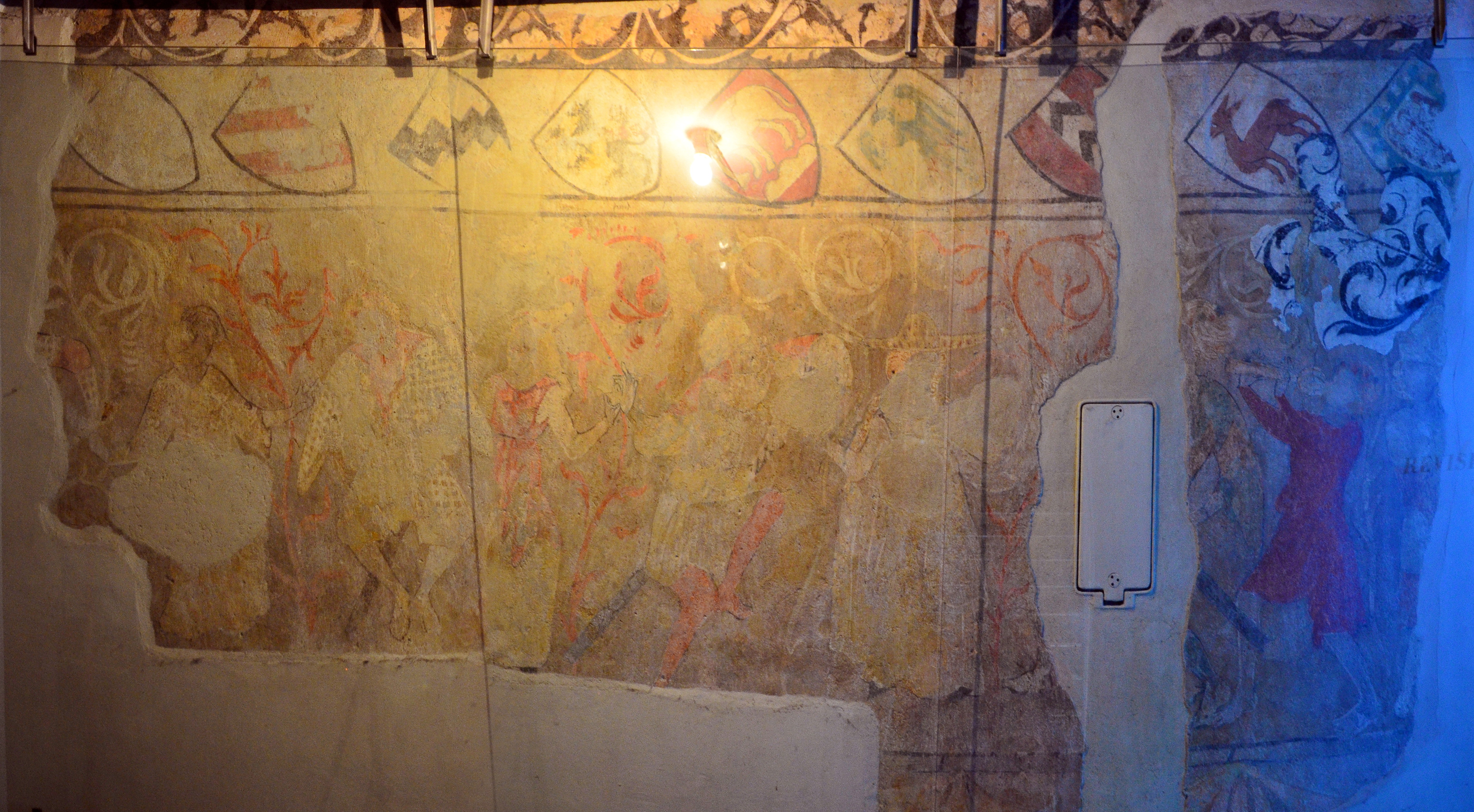
Freigelegte Wandmalereien an der Brunngasse 8.

Um 1330 wohnte Frau Minne mit ihren beiden Söhnen, Moses und Mordechai (Gumprecht) ben Menachem, in der Zürcher Altstadt an der Brunngasse 8. Über den Verbleib von Minnes Ehemann Menachem ist nichts bekannt. Mittelalterliche Wandmalereien im Haus, die von der Familie in Auftrag gegeben worden sein dürften, wurden 1996 bei Renovationsarbeiten entdeckt. Die Fragmente zeigen unter anderem Motive aus der höfischen Kultur und Familienwappen mit hebräischer Schrift.
Vermutlich wurden Frau Minne und ihre Söhne im Verlaufe der Judenverfolgungen während der Pestepidemie 1349 ermordet. Im Zuge dieses Pogroms wurden die Synagoge zerstört und das Eigentum der jüdischen Bevölkerung unter der städtischen Elite aufgeteilt. Einer, der sich dadurch besonders bereichern konnte, war der damalige Bürgermeister Rudolf Brun.

## Nachwirkung
Die Wohnung ist heute ein öffentlich zugängliches Museum.
Am 20. Januar 2022 erschien der Film Brunngasse 8 von Hildegard Elisabeth Keller, der die Familiengeschichte Frau Minnes beleuchtet.
Die Alternative Liste forderte am 26. Januar 2022 in einem Postulat, die zürcherische Rudolf-Brun-Brücke (bis 1951 Urania-Brücke) zu ihrem Ehren in Frau Minne-Brücke sowie die Brunngasse in Moses-ben-Menachem-Gasse umzubenennen.

## Video
- Vortragsreihe Schauplatz Brunngasse, Video 1:22:45 auf Vimeo (nur nach Anmeldung)

| Personendaten    | Personendaten                        |
| ---------------- | ------------------------------------ |
| NAME             | Frau Minne                           |
| KURZBESCHREIBUNG | jüdische Zürcherin                   |
| GEBURTSDATUM     | 13. Jahrhundert oder 14. Jahrhundert |
| STERBEDATUM      | unsicher: 1349                       |